# Appana scriptura
Appana scriptura là một loài bướm đêm trong họ Noctuidae.